# Liste der Deutschen Meister im 20-km-Gehen
Das 20-km-Gehen wurde bei Deutschen Leichtathletik-Meisterschaften 1933 und 1934 ausgetragen und dann sowohl in der Bundesrepublik als auch in der DDR wieder ab 1955. In den Jahren 1942, 1946 bis 1948 gab es jeweils Meisterschaftswettbewerbe über die Distanz von 25 km. Jeweils noch einmal ermittelten die Geher ihre Meister über diese Distanz, in der Bundesrepublik 1953 bzw. in der DDR 1954. Die betreffenden Resultate sind hier der Vollständigkeit halber mit aufgeführt.
Auch international variierte die Streckenlänge des neben dem 50-km-Gehen zweiten Wettbewerbs im Gehen über mehrere Jahrzehnte. Erst seit den Olympischen Spielen 1956 etablierte sich hier das 20-km-Gehen.
Der Gehsport war lange Zeit alleine den Männern vorbehalten. Bei den Frauen wurde erstmals 1980 eine Deutsche Meisterschaft durchgeführt, zunächst über die Streckenlänge von 5 Kilometern, dann ab 1987 über 10 Kilometer. Seit 1998 tragen auch die Frauen ihre Meisterschaften im Straßengehen über 20 Kilometer aus.
Eine zusätzliche Mannschaftswertung kam erstmals 1933 ins Meisterschaftsprogramm, 1942, 1947, 1948 und 1953 gab es zusätzliche Teamwertungen im damals ausgetragenen Wettbewerb über 25 km. Seit 1955 stand eine Mannschaftswertung über 20 km auf dem Programm der Deutschen Leichtathletik-Meisterschaften. Die Reihenfolge der Teams wurde außer 1933 und 1961 stets durch Addition der besten drei Einzelgeher eines Vereins ermittelt. 1933 sowie 1961 kam die Wertung über die Platzierung der jeweils drei besten Einzelgeher eines Vereins zustande. In der DDR gab es zusätzliche Mannschaftsmeister von 1955 bis 1965.
Da die Teilnehmerzahlen bei Geherwettbewerben stark zurückgingen und für eine Mannschaftswertung von mindestens zwei Mannschaften jeweils drei Athleten ins Ziel kommen müssen, fand diese Wertung in den letzten beiden Jahrzehnten nicht immer statt. Die Frauen ermittelten seit 1998 mit dem Jahr der Einführung dieser Gehdistanz von Beginn an auch zusätzliche Mannschaftsmeisterinnen. Allerdings kam bei den Frauen eine Teamwertung noch öfter als bei den Männern nicht zustande.

## Deutsche Meisterschaftsrekorde
| Einzelwertungen      | Männer | 1:19:32 h | Andreas Erm (TV Friesen Naumburg)                          | Eisenhüttenstadt | 9. Juni 2001   |
| Einzelwertungen      | Frauen | 1:27:56 h | Sabine Zimmer (SC Potsdam)                                 | Hildesheim       | 6. Juni 2004   |
| Mannschaftswertungen | Männer | 4:03:38 h | SC Potsdam (Christopher Linke, Nils Brembach, Hagen Pohle) | Naumburg         | 23. April 2017 |
| Mannschaftswertungen | Frauen | 4:43:27 h | SC Potsdam (Sabine Zimmer, Melanie Seeger, Maja Landmann)  | Kassel           | 24. April 2005 |

## Gesamtdeutsche Meister seit 1991 (DLV)
| Jahr | Männer           | Männer                                          | Männer                                          | Männer                                          | Frauen                                                     | Frauen                                                     | Frauen                                                     | Frauen                                                     |
| Jahr | Ort              | Datum                                           | Athlet                                          | Zeit [h]                                        | Ort                                                        | Datum                                                      | Athletin                                                   | Zeit [h]                                                   |
| ---- | ---------------- | ----------------------------------------------- | ----------------------------------------------- | ----------------------------------------------- | ---------------------------------------------------------- | ---------------------------------------------------------- | ---------------------------------------------------------- | ---------------------------------------------------------- |
| 2025 | Kelsterbach      | 13. April                                       | Christopher Linke (SC Potsdam)                  | 1:22:48                                         | Kelsterbach                                                | 13. April                                                  | Lena Sonntag (SC Potsdam)                                  | 1:40:50                                                    |
| 2024 | Kelsterbach      | 28. April                                       | Christopher Linke (SC Potsdam)                  | 1:20:35                                         | Kelsterbach                                                | 28. April                                                  | Saskia Feige (SC DHfK Leipzig)                             | 1:36:15                                                    |
| 2023 | Erfurt           | 15. April                                       | Christopher Linke (SC Potsdam)                  | 1:21:00                                         | Erfurt                                                     | 15. April                                                  | Saskia Feige (SC DHfK Leipzig)                             | 1:28:28                                                    |
| 2022 | Frankfurt/M.     | 30. April                                       | Nils Brembach (SC Potsdam)                      | 1:23:38                                         | Frankfurt/M.                                               | 30. April                                                  | Saskia Feige (SC DHfK Leipzig)                             | 1:35:27                                                    |
| 2021 | Frankfurt/M.     | 10. April                                       | Nils Brembach (SC Potsdam)                      | 1:21:37                                         | Frankfurt/M.                                               | 10. April                                                  | Saskia Feige (SC Potsdam)                                  | 1:31:37                                                    |
| 2020 | Naumburg         | Wettbewerb wegen der COVID-19-Pandemie abgesagt | Wettbewerb wegen der COVID-19-Pandemie abgesagt | Wettbewerb wegen der COVID-19-Pandemie abgesagt | Wettbewerb wegen der COVID-19-Pandemie abgesagt            | Wettbewerb wegen der COVID-19-Pandemie abgesagt            | Wettbewerb wegen der COVID-19-Pandemie abgesagt            | Wettbewerb wegen der COVID-19-Pandemie abgesagt            |
| 2019 | Naumburg         | 13. April                                       | Nils Brembach (SC Potsdam)                      | 1:20:48                                         | Naumburg                                                   | 13. April                                                  | Saskia Feige (SC Potsdam)                                  | 1:30:40                                                    |
| 2018 | Naumburg         | 14. April                                       | Christopher Linke (SC Potsdam)                  | 1:20:40                                         | Naumburg                                                   | 14. April                                                  | Emilia Lehmeyer (Polizei SV Berlin)                        | 1:32:49                                                    |
| 2017 | Naumburg         | 23. April                                       | Christopher Linke (SC Potsdam)                  | 1:20:26                                         | Naumburg                                                   | 23. April                                                  | Emilia Lehmeyer (Polizei SV Berlin)                        | 1:36:20                                                    |
| 2016 | Naumburg         | 22. Mai                                         | Christopher Linke (SC Potsdam)                  | 1:21:14                                         | Naumburg                                                   | 22. Mai                                                    | Lea Dederichs (ART Düsseldorf)                             | 1:42:13                                                    |
| 2015 | Naumburg         | 19. April                                       | Nils Brembach (SC Potsdam)                      | 1:21:21                                         | Naumburg                                                   | 19. April                                                  | Lea Dederichs (ART Düsseldorf)                             | 1:41:40                                                    |
| 2014 | Naumburg         | 18. Mai                                         | Christopher Linke (SC Potsdam)                  | 1:21:18                                         | Naumburg                                                   | 18. Mai                                                    | Bianca Schenker (LG Vogtland)                              | 1:43:39                                                    |
| 2013 | Naumburg         | 28. April                                       | Hagen Pohle (SC Potsdam)                        | 1:22:37                                         | Naumburg                                                   | 28. April                                                  | Bianca Schenker (LG Vogtland)                              | 1:44:36                                                    |
| 2012 | Naumburg         | 22. April                                       | Christopher Linke (SC Potsdam)                  | 1:20:55                                         | Naumburg                                                   | 22. April                                                  | Sabine Krantz, geb. Zimmer (TV Wattenscheid)               | 1:33:02                                                    |
| 2011 | Erfurt           | 11. Juni                                        | André Höhne (SCC Berlin)                        | 1:23:23                                         | Erfurt                                                     | 11. Juni                                                   | Sabine Krantz, geb. Zimmer (TV Wattenscheid)               | 1:31:08                                                    |
| 2010 | Naumburg         | 30. Mai                                         | André Höhne (SCC Berlin)                        | 1:24:24                                         | Naumburg                                                   | 30. Mai                                                    | Christin Elß (SC Potsdam)                                  | 1:45:36                                                    |
| 2009 | Hildesheim       | 6. Juni                                         | André Höhne (SCC Berlin)                        | 1:24:40                                         | Hildesheim                                                 | 6. Juni                                                    | Sabine Krantz, geb. Zimmer (TV Wattenscheid)               | 1:32:14                                                    |
| 2008 | Naumburg         | 1. Juni                                         | André Höhne (SCC Berlin)                        | 1:23:43                                         | Naumburg                                                   | 1. Juni                                                    | Sabine Zimmer (TV Wattenscheid)                            | 1:31:38                                                    |
| 2007 | Hildesheim       | 6. Juni                                         | André Höhne (SCC Berlin)                        | 1:24:40                                         | Hildesheim                                                 | 6. Juni                                                    | Sabine Zimmer (SC Potsdam)                                 | 1:32:14                                                    |
| 2006 | Breitenbrunn     | 24. Juni                                        | André Höhne (SCC Berlin)                        | 1:26:53                                         | Breitenbrunn                                               | 24. Juni                                                   | Sabine Zimmer (SC Potsdam)                                 | 1:35:16                                                    |
| 2005 | Dresden          | 24. April                                       | André Höhne (SCC Berlin)                        | 1:21:49                                         | Kassel                                                     | 24. April                                                  | Sabine Zimmer (SC Potsdam)                                 | 1:29:07                                                    |
| 2004 | Hildesheim       | 6. Juni                                         | Andreas Erm (SC Potsdam)                        | 1:20:13                                         | Hildesheim                                                 | 5. Juni                                                    | Sabine Zimmer (SC Potsdam)                                 | 1:27:56                                                    |
| 2003 | Potsdam          | 1. Juni                                         | Maik Berger (LG Berlin Ost)                     | 1:28:24                                         | Naumburg                                                   | 13. April                                                  | Melanie Seeger (SC Potsdam)                                | 1:29:44 (DR)                                               |
| 2002 | Eisenhüttenstadt | 2. Juni                                         | Andreas Erm (TV Friesen Naumburg)               | 1:22:04                                         | Naumburg                                                   | 5. Mai                                                     | Melanie Seeger (SC Potsdam)                                | 1:31:20                                                    |
| 2001 | Eisenhüttenstadt | 9. Juni                                         | Andreas Erm (TV Friesen Naumburg)               | 1:19:32                                         | Naumburg                                                   | 8. April                                                   | Melanie Seeger (SC Potsdam)                                | 1:30:52                                                    |
| 2000 | Naumburg         | 30. April                                       | Andreas Erm (LAC Halensee Berlin)               | 1:20:30                                         | Naumburg                                                   | 30. April                                                  | Kathrin Boyde (USC Freiburg)                               | 1:30:42                                                    |
| 1999 | Erfurt           | 2. Juli                                         | Andreas Erm (LAC Halensee Berlin)               | 1:25:30                                         | Naumburg                                                   | 6. Juni                                                    | Beate Gummelt, geb. Anders (LAC Halensee Berlin)           | 1:34:28                                                    |
| 1998 | Berlin           | 5. Juli                                         | Andreas Erm (LAC Halensee Berlin)               | 1:23:22                                         | Naumburg                                                   | 23. Mai                                                    | Denise Friedenberger (SCC Berlin)                          | 1:35:09                                                    |
| 1997 | Frankfurt/M.     | 28. Juni                                        | Robert Ihly (LG Offenburg)                      | 1:21:40                                         | Wettbewerb für Frauen noch nicht im Meisterschaftsprogramm | Wettbewerb für Frauen noch nicht im Meisterschaftsprogramm | Wettbewerb für Frauen noch nicht im Meisterschaftsprogramm | Wettbewerb für Frauen noch nicht im Meisterschaftsprogramm |
| 1996 | Köln             | 23. Juni                                        | Robert Ihly (LG Offenburg)                      | 1:21:40                                         | Wettbewerb für Frauen noch nicht im Meisterschaftsprogramm | Wettbewerb für Frauen noch nicht im Meisterschaftsprogramm | Wettbewerb für Frauen noch nicht im Meisterschaftsprogramm | Wettbewerb für Frauen noch nicht im Meisterschaftsprogramm |
| 1995 | Bremen           | 1. Juli                                         | Nischan Tsamonikian (OSC München)               | 1:22:49                                         | Wettbewerb für Frauen noch nicht im Meisterschaftsprogramm | Wettbewerb für Frauen noch nicht im Meisterschaftsprogramm | Wettbewerb für Frauen noch nicht im Meisterschaftsprogramm | Wettbewerb für Frauen noch nicht im Meisterschaftsprogramm |
| 1994 | Erfurt           | 1. Juli                                         | Axel Noack (Berliner TSC)                       | 1:22:25                                         | Wettbewerb für Frauen noch nicht im Meisterschaftsprogramm | Wettbewerb für Frauen noch nicht im Meisterschaftsprogramm | Wettbewerb für Frauen noch nicht im Meisterschaftsprogramm | Wettbewerb für Frauen noch nicht im Meisterschaftsprogramm |
| 1993 | Duisburg         | 9. Juli                                         | Robert Ihly (LG Offenburg)                      | 1:23:15                                         | Wettbewerb für Frauen noch nicht im Meisterschaftsprogramm | Wettbewerb für Frauen noch nicht im Meisterschaftsprogramm | Wettbewerb für Frauen noch nicht im Meisterschaftsprogramm | Wettbewerb für Frauen noch nicht im Meisterschaftsprogramm |
| 1992 | München          | 19. Juni                                        | Robert Ihly (LG Offenburg)                      | 1:23:40                                         | Wettbewerb für Frauen noch nicht im Meisterschaftsprogramm | Wettbewerb für Frauen noch nicht im Meisterschaftsprogramm | Wettbewerb für Frauen noch nicht im Meisterschaftsprogramm | Wettbewerb für Frauen noch nicht im Meisterschaftsprogramm |
| 1991 | Hannover         | 26. Juli                                        | Robert Ihly (LFV Schutterwald)                  | 1:22:38                                         | Wettbewerb für Frauen noch nicht im Meisterschaftsprogramm | Wettbewerb für Frauen noch nicht im Meisterschaftsprogramm | Wettbewerb für Frauen noch nicht im Meisterschaftsprogramm | Wettbewerb für Frauen noch nicht im Meisterschaftsprogramm |

## Meister in derBundesrepublik Deutschland(DLV) / Meister in derDDR(DVfL) von 1955 bis 1990
Das 20-km-Gehen wurde in diesen Jahren nur für Männer ausgetragen.
| Jahr | Bundesrepublik Deutschland | Bundesrepublik Deutschland | Bundesrepublik Deutschland                  | Bundesrepublik Deutschland | DDR           | DDR                | DDR                                                                   | DDR       |
| Jahr | Ort                        | Datum                      | Athlet                                      | Zeit [h]                   | Ort           | Datum              | Athlet                                                                | Zeit [h]  |
| ---- | -------------------------- | -------------------------- | ------------------------------------------- | -------------------------- | ------------- | ------------------ | --------------------------------------------------------------------- | --------- |
| 1990 | Düsseldorf                 | 12. Aug.                   | Robert Ihly (LFV Schutterwald)              | 1:22:19                    |               |                    | Torsten Hafemeister (1. SC Berlin)                                    | 1:24:35   |
| 1989 | Hamburg                    | 11. Aug.                   | Volkmar Scholz (Berliner SV 1892)           | 1:25:46                    | Neubrandenb.  |                    | Ronald Weigel (ASK Vorw. Potsdam)                                     | 1:27:24   |
| 1988 | Frankfurt/M.               | 22. Juli                   | Torsten Zervas (Eintracht Frankfurt)        | 1:30:01                    |               |                    | Ronald Weigel (ASK Vorw. Potsdam)                                     | 1:20:56   |
| 1987 | Gelsenkirchen              | 10. Juli                   | Volkmar Scholz (Berliner SV 1892)           | 1:28:23                    |               |                    | Axel Noack (TSC Berlin)                                               | 1:21:34   |
| 1986 | Berlin                     | 11. Juli                   | Wolfgang Wiedemann (LAC Qu. Fürth)          | 1:26:01                    |               |                    | Hartwig Gauder (SC Turbine Erfurt)                                    | 1:25:54   |
| 1985 | Stuttgart                  | 3. Aug.                    | Alfons Schwarz (LAC Quelle Fürth)           | 1:28:37,48                 | Potsdam       | 14. Juli           | Hartwig Gauder (SC Turbine Erfurt)                                    | 1:23:03,0 |
| 1984 | Düsseldorf                 | 22. Juni                   | Alfons Schwarz (LAC Quelle Fürth)           | 1:26:00                    | Erfurt        | 1.–3. Juni         | Ronald Weigel (ASK Vorw. Potsdam)                                     | 1:22:16   |
| 1983 | Bremen                     | 25. Juni                   | Franz-Josef Weber (SV Kyllburg)             | 1:30:25                    | K.-Marx-Stadt | 16.–18. Juni       | Ralf Kowalsky (TSC Berlin)                                            | 1:21:52,0 |
| 1982 | München                    | 24. Juli                   | Alfons Schwarz (LAC Quelle Fürth)           | 1:26:03                    | Dresden       | 30. Juni – 3. Juli | Werner Heyer (SC Dynamo Berlin)                                       | 1:28:02   |
| 1981 | Gelsenkirchen              | 18. Juli                   | Alfons Schwarz (LAC Quelle Fürth)           | 1:29:29                    | Jena          | 7.–9. Aug.         | Ralf Kowalsky (TSC Berlin)                                            | 1:21:39,1 |
| 1980 | Hannover                   | 16. Aug.                   | Heinrich Schubert (Eintracht Bad Kreuznach) | 1:31:40,1                  | Eisenhütt'st. | 31. Mai            | Karl-Heinz Stadtmüller (TSC Berlin)                                   | 1:22:24,5 |
| 1979 | Stuttgart                  | 11. Aug.                   | Gerhard Weidner (TSV Salzgitter)            | 1:28:44,9                  | K.-Marx-Stadt | 9.–12. Aug.        | Fred Sparmann (ASK Vorw. Potsdam)                                     | 1:25:24,8 |
| 1978 | Köln                       | 12. Aug.                   | Alfons Schwarz (LAC Quelle Fürth)           | 1:29:17,3                  |               |                    | Roland Wieser (SC Dynamo Berlin)                                      | 1:24:35   |
| 1977 | Hamburg                    | 6. Aug.                    | Gerhard Weidner (TSV Salzgitter)            | 1:32:07,3                  |               |                    | Werner Heyer (SC Dynamo Berlin)                                       | 1:29:50   |
| 1976 | Frankfurt/M.               | 14. Aug.                   | Gerhard Weidner (TSV Salzgitter)            | 1:31:53,8                  |               |                    | Hartwig Gauder (SC Turbine Erfurt)                                    | 1:26:24   |
| 1975 | Gelsenkirchen              | 28. Juni                   | Bernd Kannenberg (LAC Quelle Fürth)         | 1:27:45                    |               |                    | Hartwig Gauder (SC Turbine Erfurt)                                    | 1:26:28   |
| 1974 | Hannover                   | 26. Juli                   | Bernd Kannenberg (LAC Quelle Fürth)         | 1:29:48,0                  |               |                    | Karl-Heinz Stadtmüller (TSC Berlin)                                   | 1:25:13   |
| 1973 | Berlin                     | 20. Juli                   | Gerhard Weidner (LG Salzgitter)             | 1:31:23,4                  |               |                    | Karl-Heinz Stadtmüller (TSC Berlin)                                   | 1:25:21   |
| 1972 | München                    | 22. Juli                   | Bernd Kannenberg (LAC Quelle Fürth)         | 1:33:48,2                  |               |                    | Hans-Georg Reimann (SC Dyn. Berlin) Peter Frenkel (ASK Vorw. Potsdam) | 1:25:19   |
| 1971 | Salzgitter                 | 4. Juli                    | Wilfried Wesch (Eintracht Frankfurt)        | 1:33:11,8                  |               |                    | Gerhard Sperling (TSC Berlin)                                         | 1:27:08   |
| 1970 | Berlin                     | 7. Aug.                    | Bernhard Nermerich (Eintr. Frankfurt)       | 1:29:52,0                  |               |                    | Peter Frenkel (ASK Vorw. Potsdam)                                     | 1:25:50   |
| 1969 | Düsseldorf                 | 15. Aug.                   | Julius Müller (Delmenhorster TV)            | 1:38:05,2                  |               |                    | Gerhard Sperling (TSC Berlin)                                         | 1:32:02   |
| 1968 | Düsseldorf                 | 16. Aug.                   | Bernhard Nermerich (Eintr. Frankfurt)       | 1:29:52,0                  |               |                    | Gerhard Sperling (TSC Berlin)                                         | 1:29:45   |
| 1967 | Stuttgart                  | 5. Aug.                    | Karl-Heinz Pape (TSV Salzgitter)            | 1:34:41                    |               |                    | Hans-Georg Reimann (SC Dyn. Berlin)                                   | 1:29:05   |
| 1966 | Hannover                   | 5. Aug.                    | Karl-Heinz Pape (TSV Salzgitter)            | 1:33:42,6                  |               |                    | Gerhard Sperling (TSC Berlin)                                         | 1:31:13   |
| 1965 | Duisburg                   | 6. Aug.                    | Hannes Koch (Hannover 96)                   | 1:36:59,4                  |               |                    | Hans-Joachim Pathus (ASK Vorwärts Berlin)                             | 1:27:21   |
| 1964 | Berlin                     | 8. Aug.                    | Hannes Koch (Hannover 96)                   | 1:36:59,4                  |               |                    | Hans-Georg Reimann (SC Dyn. Berlin)                                   | 1:27:46   |
| 1963 | Augsburg                   | 9. Aug.                    | Julius Müller (Eintracht Frankfurt)         | 1:34;17,8                  |               |                    | Hans-Joachim Pathus (ASK Vorwärts Berlin)                             | 1:30:00   |
| 1962 | Altenrath                  | 30. Juni                   | Karl-Heinz Pape (TSV Lebenstedt)            | 1:35:15,4                  |               |                    | Hans-Georg Reimann (SC Dyn. Berlin)                                   | 1:34:18   |
| 1961 | Düsseldorf                 | 28. Juli                   | Wolfgang Döring (Grün-Weiß Essen)           | 1:35:05,2                  |               |                    | Hans-Joachim Pathus (ASK Vorwärts Berlin)                             | 1:32:51   |
| 1960 | Berlin                     | 22. Juli                   | Claus Biethan (SV Friedrichsgabe)           | 1:35:03,6                  |               |                    | Hans-Joachim Pathus (ASK Vorwärts Berlin)                             | 1:32:51   |
| 1959 | Stuttgart                  | 24. Juli                   | Erich Rodermund (Eintr. Braunschweig)       | 1:41:18,0                  |               |                    | Hans-Joachim Pathus (ASK Vorwärts Berlin)                             | 1:35:25   |
| 1958 | Ludwigsburg                | 31. Aug.                   | Horst Thomanske (Eintr. Braunschweig)       | 1:37:09,6                  |               |                    | Max Weber (Dynamo Leipzig)                                            | 1:39:02   |
| 1957 | Düsseldorf                 | 16. Aug.                   | Fritz Seiler (Meidericher SV)               | 1:37:43,6                  |               |                    | Kurt Sakowski (SC Einheit Berlin)                                     | 1:34:04   |
| 1956 | Berlin                     | 17. Aug.                   | Hans-Wilhelm Neuhaus (MTV Gießen)           | 1:41:50,2                  | Erfurt        |                    | Dieter Lindner (SC Fortschr. Weißenfels)                              | 1:36:01   |
| 1955 | Frankfurt/M.               | 4. Aug.                    | Claus Biethan (Hamburger SV)                | 1:40:33,4                  |               |                    | Max Weber (Dynamo Leipzig)                                            | 1:35:50   |

## Meister im25-km-Gehenin derBundesrepublik Deutschland(DLV) 1953 sowie derDDR(DVfL) 1954
Dieser Wettbewerb wurde nur für Männer ausgetragen.
| Jahr | Bundesrepublik Deutschland   | Bundesrepublik Deutschland   | Bundesrepublik Deutschland             | Bundesrepublik Deutschland   | DDR                          |
| Jahr | Ort                          | Datum                        | Athlet                                 | Zeit [h]                     | Athlet                       |
| ---- | ---------------------------- | ---------------------------- | -------------------------------------- | ---------------------------- | ---------------------------- |
| 1954 | Wettbewerb nicht ausgetragen | Wettbewerb nicht ausgetragen | Wettbewerb nicht ausgetragen           | Wettbewerb nicht ausgetragen | Max Weber (Dynamo Leipzig)   |
| 1953 | Nürnberg                     | 23. August                   | Rudolf Lüttge (Eintracht Braunschweig) | 2:13:18                      | Wettbewerb nicht ausgetragen |

## Deutsche Meister im25-km-Gehen1942 und 1946 bis 1948 (DLV)
Dieser Wettbewerb wurde nur für Männer ausgetragen.
| Jahr | Ort          | Datum         | Athlet                                 | Zeit [h]  |
| ---- | ------------ | ------------- | -------------------------------------- | --------- |
| 1948 | Hamburg      | 19. September | Rudolf Lüttge (Eintracht Braunschweig) | 2:09:03   |
| 1947 | Braunschweig | 21. September | Fritz Bleiweiß (SG Steglitz Berlin)    | 2:08:04   |
| 1946 | Braunschweig | 29. September | Rudolf Lüttge (TSV Braunschweig)       | 2:09:38,0 |
| 1942 | Berlin       | 30. August    | Hermann Grittner (Reichsbahn SV Köln)  | 2:04:36   |

## Deutsche Meister 1933 und 1934 (DLV)
Dieser Wettbewerb wurde nur für Männer ausgetragen.
| Jahr | Ort          | Datum      | Athlet                       | Zeit [h] |
| ---- | ------------ | ---------- | ---------------------------- | -------- |
| 1934 | Frankfurt/M. | 12. August | William Schnitt (SCC Berlin) | 1:41:43  |
| 1933 | Erfurt       | 20. August | William Schnitt (SCC Berlin) | 1:40:27  |

## Mannschaften: Gesamtdeutsche Meister seit 1991 (DLV)
| Jahr | Männer             | Männer                                          | Männer                                                                      | Männer                                          | Frauen                                                     | Frauen                                                     | Frauen                                                                       | Frauen                                                     |
| Jahr | Ort                | Datum                                           | Verein                                                                      | Zeit [h]                                        | Ort                                                        | Datum                                                      | Verein                                                                       | Zeit [h]                                                   |
| ---- | ------------------ | ----------------------------------------------- | --------------------------------------------------------------------------- | ----------------------------------------------- | ---------------------------------------------------------- | ---------------------------------------------------------- | ---------------------------------------------------------------------------- | ---------------------------------------------------------- |
| 2025 | Kelsterbach        | keine Mannschaftswertung ausgetragen            | keine Mannschaftswertung ausgetragen                                        | keine Mannschaftswertung ausgetragen            | keine Mannschaftswertung ausgetragen                       | keine Mannschaftswertung ausgetragen                       | keine Mannschaftswertung ausgetragen                                         | keine Mannschaftswertung ausgetragen                       |
| 2024 | Kelsterbach        | keine Mannschaftswertung ausgetragen            | keine Mannschaftswertung ausgetragen                                        | keine Mannschaftswertung ausgetragen            | keine Mannschaftswertung ausgetragen                       | keine Mannschaftswertung ausgetragen                       | keine Mannschaftswertung ausgetragen                                         | keine Mannschaftswertung ausgetragen                       |
| 2023 | Erfurt             | 15. Apr.                                        | SC Potsdam (Christopher Linke, Nils Brembach, Johannes Frenzl)              | 4:07:32                                         | Erfurt                                                     | 15. Apr.                                                   | keine Mannschaften in der Wertung                                            |                                                            |
| 2022 | Frankf./M.         | 30. Apr.                                        | Polizei SV Berlin (Patrick Seck, Stefan Lehmann, Günter Evertz)             | 6:33:50                                         | Frankf./M.                                                 | 30. Apr.                                                   | TuS Kelsterbach (Linda Betto, Monika Müller, Brigitte Patrzalek)             | 7:12:12                                                    |
| 2021 | Frankf./M.         | keine Mannschaftswertungen                      | keine Mannschaftswertungen                                                  | keine Mannschaftswertungen                      | keine Mannschaftswertungen                                 | keine Mannschaftswertungen                                 | keine Mannschaftswertungen                                                   | keine Mannschaftswertungen                                 |
| 2020 | Naumburg           | Wettbewerb wegen der COVID-19-Pandemie abgesagt | Wettbewerb wegen der COVID-19-Pandemie abgesagt                             | Wettbewerb wegen der COVID-19-Pandemie abgesagt | Wettbewerb wegen der COVID-19-Pandemie abgesagt            | Wettbewerb wegen der COVID-19-Pandemie abgesagt            | Wettbewerb wegen der COVID-19-Pandemie abgesagt                              | Wettbewerb wegen der COVID-19-Pandemie abgesagt            |
| 2019 | Naumburg           | 13. Apr.                                        | SC Potsdam (Nils Brembach, Christopher Linke, Hagen Pohle)                  | 4:05:20                                         | Naumburg                                                   | 13. Apr.                                                   | insgesamt nur 9 Geherinnen im Ziel, davon keine Teams                        | insgesamt nur 9 Geherinnen im Ziel, davon keine Teams      |
| 2018 | Naumburg           | 14. Apr.                                        | SC Potsdam (Christopher Linke, Hagen Pohle, Nils Brembach)                  | 4:05:39                                         | Naumburg                                                   | 14. Apr.                                                   | TV Groß-Gerau (Linda Betto, Brigitte Patrzalek, Monika Müller)               | 6:55:31                                                    |
| 2017 | Naumburg           | 23. Apr.                                        | SC Potsdam (Christopher Linke, Nils Brembach, Hagen Pohle)                  | 4:03:38                                         | Naumburg                                                   | 23. Apr.                                                   | TV Groß-Gerau (Brigitte Patrzalek, Monika Müller, Margarete Molter)          | 7:31:52                                                    |
| 2016 | Naumburg           | 22. Mai                                         | keine Mannschaftswertung ausgetragen                                        | keine Mannschaftswertung ausgetragen            | keine Mannschaftswertung ausgetragen                       | keine Mannschaftswertung ausgetragen                       | keine Mannschaftswertung ausgetragen                                         | keine Mannschaftswertung ausgetragen                       |
| 2015 | Naumburg           | 19. Apr.                                        | SV Breitenbrunn (Steffen Meyer, Nischan Daimer, Dan Bauer)                  | 5:21:43                                         | Naumburg                                                   | 19. Apr.                                                   | keine Mannschaftswertung ausgetragen                                         | keine Mannschaftswertung ausgetragen                       |
| 2014 | Naumburg           | 18. Mai                                         | SC Potsdam (Christopher Linke, Hagen Pohle, Nils Christopher Gloger)        | 4:04:36                                         | Naumburg                                                   | 18. Mai                                                    | LG Vogtland (Bianca Schenker, Laura Schröter, Brit Schröter)                 | 5:20:10                                                    |
| 2013 | Naumburg           | 28. Apr.                                        | SC Potsdam (Hagen Pohle, Christopher Linke, Nils Christopher Gloger)        | 4:10:15                                         | Naumburg                                                   | 28. Apr.                                                   | SpVgg Niederaichbach (Sabine Schmidt, Maria Unterholzner, Franziska Spanner) | 6:08:34                                                    |
| 2012 | Naumburg           | 22. Apr.                                        | SCC Berlin (André Höhne, Carsten Schmidt, Maik Berger)                      | 4:11:30                                         | Naumburg                                                   | 22. Apr.                                                   | TV Groß-Gerau (Nicole Best, Linda Betto, Brigitte Patrzalek)                 | 6:13:04                                                    |
| 2011 | Erfurt             | 11. Juni                                        | SV Einheit 1875 Worbis (Denis Franke, Ronald Papst, Karsten Staedler)       | 5:44:12                                         | Erfurt                                                     | 11. Juni                                                   | SpVgg Niederaichbach (Sabine Schmidt, Katrin Eggl, Franziska Spanner)        | 6:10:13                                                    |
| 2010 | Naumburg           | 30. Mai                                         | SCC Berlin (André Höhne, Maik Berger, Carsten Schmidt)                      | 4:15:49                                         | Naumburg                                                   | 30. Mai                                                    | TV Biberach (Sylvia Wälde, Marita Echle, Karin Himmelsbach)                  | 6:56:33                                                    |
| 2009 | Hildesheim         | 6. Juni                                         | SCC Berlin (André Höhne, Carsten Schmidt, Christoph Roschinsky)             | 4:25:24                                         | Hildesheim                                                 | 6. Juni                                                    | keine Mannschaftswertung ausgetragen                                         | keine Mannschaftswertung ausgetragen                       |
| 2008 | Naumburg           | 1. Juni                                         | ASV 1902 Sangerhausen (Steffen Borsch, Dick Gnauck, Mario Kerber)           | 5:19:26                                         | Naumburg                                                   | 1. Juni                                                    | LG Süd Berlin (Karen Böhme, Yvonne Markgraf, Claudia Otte)                   | 6:32:38                                                    |
| 2007 | Hildesheim         | 6. Juni                                         | Freizeitsportverein Köthen (Michael Schneider, Steffen Borsch, Dick Gnauck) | 5:07:33                                         | Hildesheim                                                 | 6. Juni                                                    | SC Potsdam (Sabine Zimmer, Melanie Seeger, Sonja Birkemeyer)                 | 4:57:23                                                    |
| 2006 | Breiten- brunn     | 24. Juni                                        | Erfurter LAC (Hannes Tonat, Jan Albrecht, Jürgen Albrecht)                  | 5:06:55                                         | Breiten- brunn                                             | 24. Juni                                                   | Polizei SV Berlin (Krystyna Korbella, Brigitte Zeidler, Gisela Seifert)      | 7:18:21                                                    |
| 2005 | Dresden            | 24. Apr.                                        | 1. LAC Dessau (Steffen Borsch, Dick Gnauck, Mario Kerber)                   | 5:04:00                                         | Kassel                                                     | 24. Apr.                                                   | SC Potsdam (Sabine Zimmer, Melanie Seeger, Maja Landmann)                    | 4:43:27                                                    |
| 2004 | Hildesheim         | 6. Juni                                         | LGV Gleina (Mike Trautmann, Denis Trautmann, Frank Putzer)                  | 4:31:49                                         | Hildesheim                                                 | 5. Juni                                                    | keine Mannschaftswertung ausgetragen                                         | keine Mannschaftswertung ausgetragen                       |
| 2003 | Potsdam            | 1. Juni                                         | keine Mannschaftswertung ausgetragen                                        | keine Mannschaftswertung ausgetragen            | Naumburg                                                   | 13. Apr.                                                   | SC Potsdam (Melanie Seeger, Sabine Zimmer, Beatrice Klabuhn)                 | 4:45:36                                                    |
| 2002 | Eisenhüt- tenstadt | 2. Juni                                         | keine Mannschaftswertung ausgetragen                                        | keine Mannschaftswertung ausgetragen            | Naumburg                                                   | 5. Mai                                                     | keine Mannschaftswertung ausgetragen                                         | keine Mannschaftswertung ausgetragen                       |
| 2001 | Eisenhüt- tenstadt | 9. Juni                                         | LAC Quelle Fürth/München (Denis Franke, Michael Lohse, Steffen Borsch)      | 4:36:43                                         | Naumburg                                                   | 8. Apr.                                                    | keine Mannschaftswertung ausgetragen                                         | keine Mannschaftswertung ausgetragen                       |
| 2000 | Naumburg           | 30. Apr.                                        | LAC Quelle Fürth/München (Nischan Daimer, Marcus Hackbusch, Steffen Borsch) | 5:04:43                                         | Naumburg                                                   | 30. Apr.                                                   | keine Mannschaftswertung ausgetragen                                         | keine Mannschaftswertung ausgetragen                       |
| 1999 | Erfurt             | 2. Juli                                         | LAC Quelle Fürth/München (Nischan Daimer, Denis Franke, Marcus Hackbusch)   | 4:28:00                                         | Naumburg                                                   | 6. Juni                                                    | keine Mannschaftswertung ausgetragen                                         | keine Mannschaftswertung ausgetragen                       |
| 1998 | Berlin             | 5. Juli                                         | LAC Quelle Fürth/München (Denis Franke, Peter Zanner, Ralf Rose)            | 4:33:29                                         | Naumburg                                                   | 23. Mai                                                    | LAZ Leipzig (Gabriele Herold, Annett Amberg, Winnie Eckhardt)                | 4:49:41                                                    |
| 1997 | Frankfurt/ Main    | 28. Juni                                        | LGV Gleina (Denis Trautmann, Mike Trautmann, Markus Heft)                   | 4:30:25                                         | Wettbewerb für Frauen noch nicht im Meisterschaftsprogramm | Wettbewerb für Frauen noch nicht im Meisterschaftsprogramm | Wettbewerb für Frauen noch nicht im Meisterschaftsprogramm                   | Wettbewerb für Frauen noch nicht im Meisterschaftsprogramm |
| 1996 | Köln               | 23. Juni                                        | Berliner SC (Andreas Erm, Volker Umlauft, Gregor Neumann)                   | 4:30:55                                         | Wettbewerb für Frauen noch nicht im Meisterschaftsprogramm | Wettbewerb für Frauen noch nicht im Meisterschaftsprogramm | Wettbewerb für Frauen noch nicht im Meisterschaftsprogramm                   | Wettbewerb für Frauen noch nicht im Meisterschaftsprogramm |
| 1995 | Bremen             | 1. Juli                                         | LGV Gleina (Mike Trautmann, Denis Trautmann, Markus Heft)                   | 4:26:14                                         | Wettbewerb für Frauen noch nicht im Meisterschaftsprogramm | Wettbewerb für Frauen noch nicht im Meisterschaftsprogramm | Wettbewerb für Frauen noch nicht im Meisterschaftsprogramm                   | Wettbewerb für Frauen noch nicht im Meisterschaftsprogramm |
| 1994 | Erfurt             | 1. Juli                                         | SC DHfK Leipzig (Markus Pauly, Michael Lohse, Lars Rolf)                    | 4:31:46                                         | Wettbewerb für Frauen noch nicht im Meisterschaftsprogramm | Wettbewerb für Frauen noch nicht im Meisterschaftsprogramm | Wettbewerb für Frauen noch nicht im Meisterschaftsprogramm                   | Wettbewerb für Frauen noch nicht im Meisterschaftsprogramm |
| 1993 | Duisburg           | 9. Juli                                         | LAC Quelle Fürth/München (Peter Zanner, Ralf Rose, Alfons Schwarz)          | 4:36:04                                         | Wettbewerb für Frauen noch nicht im Meisterschaftsprogramm | Wettbewerb für Frauen noch nicht im Meisterschaftsprogramm | Wettbewerb für Frauen noch nicht im Meisterschaftsprogramm                   | Wettbewerb für Frauen noch nicht im Meisterschaftsprogramm |
| 1992 | München            | 19. Juni                                        | TSV Erfurt (Axel Noack, Ralf Weise, Hartwig Gauder)                         | 4:14:11                                         | Wettbewerb für Frauen noch nicht im Meisterschaftsprogramm | Wettbewerb für Frauen noch nicht im Meisterschaftsprogramm | Wettbewerb für Frauen noch nicht im Meisterschaftsprogramm                   | Wettbewerb für Frauen noch nicht im Meisterschaftsprogramm |
| 1991 | Hannover           | 26. Juli                                        | OSC Potsdam (Ronald Weigel, Olaf Möldner, Alexander Preusche)               | 4:19:24                                         | Wettbewerb für Frauen noch nicht im Meisterschaftsprogramm | Wettbewerb für Frauen noch nicht im Meisterschaftsprogramm | Wettbewerb für Frauen noch nicht im Meisterschaftsprogramm                   | Wettbewerb für Frauen noch nicht im Meisterschaftsprogramm |

## Mannschaften: Meister in derBundesrepublik Deutschland(DLV) / Meister in derDDR(DVfL) von 1955 bis 1990
Das 20-km-Gehen wurde in diesen Jahren nur für Männer ausgetragen.
| Jahr | Bundesrepublik Deutschland | Bundesrepublik Deutschland | Bundesrepublik Deutschland                                                     | Bundesrepublik Deutschland | DDR    | DDR                                                                               |
| Jahr | Ort                        | Datum                      | Verein                                                                         | Ergebnis                   | Ort    | Verein                                                                            |
| ---- | -------------------------- | -------------------------- | ------------------------------------------------------------------------------ | -------------------------- | ------ | --------------------------------------------------------------------------------- |
| 1990 | Düsseldorf                 | 12. Aug.                   | Berliner SV 1892 (Volkmar Scholz, Andreas Hühmer, Detlev Winkler)              | 4:31:34 h                  |        | keine Mannschaftswertung ausgetragen                                              |
| 1989 | Hamburg                    | 11. Aug.                   | Berliner SV 1892 (Volkmar Scholz, Andreas Hühmer, Detlev Winkler)              | 4:23:55 h                  |        | keine Mannschaftswertung ausgetragen                                              |
| 1988 | Frankfurt/M.               | 22. Juli                   | LAC Quelle Fürth (Wolfgang Wiedemann, Robert Mildenberger, Alfons Schwarz)     | 4:52:06 h                  |        | keine Mannschaftswertung ausgetragen                                              |
| 1987 | Gelsenkirchen              | 10. Juli                   | LAC Quelle Fürth (Siegmar Neuner, Horst-Joachim Matern, Robert Mildenberger)   | 4:35:25 h                  |        | keine Mannschaftswertung ausgetragen                                              |
| 1986 | Berlin                     | 11. Juli                   | LAC Quelle Fürth (Wolfgang Wiedemann, Robert Mildenberger, Siegmar Neuner)     | 4:26:40 h                  |        | keine Mannschaftswertung ausgetragen                                              |
| 1985 | Stuttgart                  | 3. Aug.                    | LAC Quelle Fürth (Alfons Schwarz, Wolfgang Wiedemann, Robert Mildenberger)     | 4:29:25 h                  |        | keine Mannschaftswertung ausgetragen                                              |
| 1984 | Düsseldorf                 | 22. Juni                   | LAC Quelle Fürth (Alfons Schwarz, Horst-Joachim Matern, Robert Mildenberger)   | 4:21:58 h                  |        | keine Mannschaftswertung ausgetragen                                              |
| 1983 | Bremen                     | 25. Juni                   | VfL Wolfsburg (Karl Degener, Jürgen Meyer, Uwe Jakob)                          | 4:42:42 h                  |        | keine Mannschaftswertung ausgetragen                                              |
| 1982 | München                    | 24. Juli                   | LAC Quelle Fürth (Alfons Schwarz, Wolfgang Wiedemann, Michael Holder)          | 4:28:50 h                  |        | keine Mannschaftswertung ausgetragen                                              |
| 1981 | Gelsenkirchen              | 18. Juli                   | LAC Quelle Fürth (Alfons Schwarz, Michael Holder, Robert Mildenberger)         | 4:35:16 h                  |        | keine Mannschaftswertung ausgetragen                                              |
| 1980 | Hannover                   | 16. Aug.                   | Eintracht Bad Kreuznach (Jürgen Kauer, Heinrich Schubert, Rainer Tryankowski)  | 4:50:09,0 h                |        | keine Mannschaftswertung ausgetragen                                              |
| 1979 | Stuttgart                  | 11. Aug.                   | LAC Quelle Fürth (Heinrich Schubert, Wolfgang Wiedemann, Hans Binder)          | 4:31:39,2 h                |        | keine Mannschaftswertung ausgetragen                                              |
| 1978 | Köln                       | 12. Aug.                   | LAC Quelle Fürth (Alfons Schwarz, Heinrich Schubert, Wolfgang Werner)          | 4:34:35,7 h                |        | keine Mannschaftswertung ausgetragen                                              |
| 1977 | Hamburg                    | 6. Aug.                    | TSV Salzgitter (Gerhard Weidner, Karl Degener, Hans-Joachim Kloppe)            | 4:49:10,3 h                |        | keine Mannschaftswertung ausgetragen                                              |
| 1976 | Frankfurt/M.               | 14. Aug.                   | Eintracht Frankfurt (Hans Michalski, Julius Müller, Walter Drössler)           | 4:56:16,0 h                |        | keine Mannschaftswertung ausgetragen                                              |
| 1975 | Gelsenkirchen              | 28. Juni                   | LAC Quelle Fürth (Bernd Kannenberg, Bob Henderson / USA, Leo Frey)             | 4:36:38,0 h                |        | keine Mannschaftswertung ausgetragen                                              |
| 1974 | Hannover                   | 26. Juli                   | VfL Wolfsburg (Manfred Kolvenbach, Siegfried Richter, Bernhard Schmidt)        | 4:45:31,8 h                |        | keine Mannschaftswertung ausgetragen                                              |
| 1973 | Berlin                     | 20. Juli                   | VfL Wolfsburg (Heinz Mayr, Manfred Kolvenbach, Wolfgang Klaiber)               | 4:59:07,6 h                |        | keine Mannschaftswertung ausgetragen                                              |
| 1972 | München                    | 22. Juli                   | LAC Quelle Fürth (Bernd Kannenberg, Dr. Herbert Meier, Alwin Reng)             | 4:52:07,0 h                |        | keine Mannschaftswertung ausgetragen                                              |
| 1971 | Salzgitter                 | 4. Juli                    | Eintracht Frankfurt (Wilfried Wesch, Bernhard Nermerich, Horst-Rüdiger Magnor) | 4:44:21,2 h                |        | keine Mannschaftswertung ausgetragen                                              |
| 1970 | Berlin                     | 7. Aug.                    | Eintracht Frankfurt (Bernhard Nermerich, Horst-Rüdiger Magnor, Wilfried Wesch) | 4:48:58,6 h                |        | keine Mannschaftswertung ausgetragen                                              |
| 1969 | Düsseldorf                 | 15. Aug.                   | TSV Salzgitter (Heinz Mayr, Gerhard Weidner, Karl-Heinz Pape)                  | 5:01:45,6 h                |        | keine Mannschaftswertung ausgetragen                                              |
| 1968 | Düsseldorf                 | 16. Aug.                   | Eintracht Frankfurt (Bernhard Nermerich, Julius Müller, Horst-Rüdiger Magnor)  | 4:23:43,0 h                |        | keine Mannschaftswertung ausgetragen                                              |
| 1967 | Stuttgart                  | 5. Aug.                    | Eintracht Frankfurt (Bernhard Nermerich, Horst-Rüdiger Magnor, Julius Müller)  | 4:51:49 h                  |        | keine Mannschaftswertung ausgetragen                                              |
| 1966 | Hannover                   | 5. Aug.                    | Eintracht Frankfurt (Horst-Rüdiger Magnor, Bernhard Nermerich, Julius Müller)  | 4:50:40,4 h                |        | keine Mannschaftswertung ausgetragen                                              |
| 1965 | Duisburg                   | 6. Aug.                    | Eintracht Frankfurt (Bernhard Nermerich, Gerd Schuth, Claus Bartels)           | 5:00:55,0 h                |        | ASK Vorwärts Berlin (Hans-Joachim Pathus, Gerhard Adolph, Peter Frenkel)          |
| 1964 | Berlin                     | 8. Aug.                    | Eintracht Frankfurt (Julius Müller, Gerd Schuth, Claus Bartels)                | 5:00:57,4 h                |        | ASK Vorwärts Berlin (Hans-Joachim Pathus, Gerhard Adolph, Peter Frenkel)          |
| 1963 | Augsburg                   | 9. Aug.                    | Eintracht Frankfurt (Julius Müller, Hannes Koch, Bernhard Nermerich)           | 4:48:24,8 h                |        | ASK Vorwärts Berlin (Hans-Joachim Pathus, Gerhard Adolph, Gilbert Hockauf)        |
| 1962 | Altenrath                  | 30. Juni                   | Meidericher SV (Herbert Staubach, Werner Schmitz, Hans Seiler)                 | 5:04:54,4 h                |        | SC Dynamo Berlin (Hans-Georg Reimann, Roland Hadrych, Christoph Höhne)            |
| 1961 | Düsseldorf                 | 28. Juli                   | Eintracht Frankfurt (Erich Rodermund, Karl-Heinz Egenolf, Rudolf Porteset)     | 12 P (Plätze 2/6/9)        |        | ASK Vorwärts Berlin (Hans-Joachim Pathus, Gerhard Adolph, Gilbert Hockauf)        |
| 1960 | Berlin                     | 22. Juli                   | Grün-Weiß Essen (Alfred Fattmann, Wolfgang Döring, Klaus Ingenhaag)            | 5:02:25,2 h                |        | ASK Vorwärts Berlin (Hans-Joachim Pathus, Christoph Höhne, Hans-Dieter Neumüller) |
| 1959 | Stuttgart                  | 24. Juli                   | Hamburger SV (Julius Müller, Claus Bartels, Horst Gerdau)                      | 5:18:16,8 h                |        | ASK Vorwärts Berlin (Hans-Joachim Pathus, Gerhard Adolph, Hans-Dieter Neumüller)  |
| 1958 | Ludwigsburg                | 31. Aug.                   | Eintracht Braunschweig (Horst Thomanske, Erich Rodermund, Viktor Siuda)        | 5:05:25,4 h                |        | Dynamo Leipzig (Gerhard Köllner, Max Weber, Roland Hadrych)                       |
| 1957 | Düsseldorf                 | 16. Aug.                   | Eintracht Braunschweig (Horst Thomanske, Viktor Siuda, Walter Stoltz)          | 5:05:04,4 h                |        | ASK Vorwärts Neubrandenburg (Hans-Joachim Pathus, Koch, Hans-Dieter Neumüller)    |
| 1956 | Berlin                     | 17. Aug.                   | Grün-Weiß Essen (Erich Hesmer, Wolfgang Döring, Alfred Fattmann)               | 5:15:37,6 h                | Erfurt | Dynamo Leipzig (Gerhard Köllner, Max Weber, Helmut Hilbert)                       |
| 1955 | Frankfurt/M.               | 4. Aug.                    | Grün-Weiß Essen (Wolfgang Döring, Erich Hesmer, Alfred Fattmann)               | 5:11:55,6 h                |        | Dynamo Leipzig (Max Weber, Gerhard Köllner, Erich Kunz,)                          |

## Mannschaften; Meister im25-km-Gehenin derBundesrepublik Deutschland(DLV) 1953 sowie derDDR(DVfL) 1954
Dieser Wettbewerb wurde nur für Männer ausgetragen.
| Jahr | Bundesrepublik Deutschland   | Bundesrepublik Deutschland   | Bundesrepublik Deutschland                                          | Bundesrepublik Deutschland   | DDR                                                     |
| Jahr | Ort                          | Datum                        | Verein                                                              | Zeit [h]                     | Verein                                                  |
| ---- | ---------------------------- | ---------------------------- | ------------------------------------------------------------------- | ---------------------------- | ------------------------------------------------------- |
| 1954 | Wettbewerb nicht ausgetragen | Wettbewerb nicht ausgetragen | Wettbewerb nicht ausgetragen                                        | Wettbewerb nicht ausgetragen | Dynamo Leipzig (Max Weber, Erich Kunz, Gerhard Köllner) |
| 1953 | Nürnberg                     | 23. August                   | Eintracht Braunschweig (Rudolf Lüttge, Botho Treptow, Viktor Siuda) | 6:56:43                      | Wettbewerb nicht ausgetragen                            |

## Mannschaften: Deutsche Meister im25-km-Gehen1942 und 1947 bis 1948 (DLV)
Dieser Wettbewerb wurde nur für Männer ausgetragen.
| Jahr | Ort          | Datum         | Verein                                                              | Zeit [h] |
| ---- | ------------ | ------------- | ------------------------------------------------------------------- | -------- |
| 1948 | Hamburg      | 19. September | Eintracht Braunschweig (Rudolf Lüttge, Walter Stoltz, Theo Arendes) | 6:57:02  |
| 1947 | Braunschweig | 21. September | TSV Braunschweig (Rudolf Lüttge, Schlieker, Theo Arendes)           | 7:07:47  |
| 1942 | Berlin       | 30. August    | Eintracht Braunschweig (Paul Metzger, Gustav Peinemann, Schlimme)   | 7:07:10  |

## Mannschaften: Deutscher Meister 1933 (DLV)
Dieser Wettbewerb wurde nur für Männer ausgetragen.
| Jahr | Ort    | Datum      | Verein                                          | Ergebnis            |
| ---- | ------ | ---------- | ----------------------------------------------- | ------------------- |
| 1933 | Erfurt | 20. August | Berliner AK 1 (Fritz Bleiweiß, Haupt, Johnleit) | 14 P (Plätze 3/7/8) |